# Prunasin
Prunasin är en cyanogen glykosid, närmare bestämt glukosiden av D-mandelonitril.
Prunasin förekommer hos växter, speciellt i fröna av arter som tillhör familjen Rosaceae och då speciellt i släktet Prunus (exempelvis mandel, plommon, körsbär, aprikos) som givit ämnet dess namn.  Hos växter förekommer den som mellanled i syntesen av amygdalin från mandelonitril. Hos djur bryts den ner i matsmältningskanalen med hjälp av enzymet prunasin-beta-glukosidas till mandelonitrl och en D-glukosmolekyl. Mandelonitril bryts i sin tur ner till vätecyanid och bensaldehyd med hjälp av mandelonitril-lysas.
Diastereomeren (L-mandelonitril i stället för D-mandelonitril) sambunigrin, även kallad L-prunasin, har hittats hos bland annat fläder.